# Comitê Interino
O Comitê Interino foi um grupo secreto de alto nível criado em maio de 1945 pelo Secretário de Guerra dos Estados Unidos, Henry L. Stimson, a pedido dos líderes do Projeto Manhattan e com a aprovação do Presidente Harry S. Truman, para aconselhar sobre questões relacionadas à energia nuclear. Composto por figuras políticas, científicas e industriais proeminentes, o Comitê Interino tinha amplos termos de referência, que incluíam aconselhar o Presidente sobre a guerra e a divulgação de informações, e fazer recomendações sobre o controle pós-guerra e políticas relacionadas à energia nuclear, incluindo legislativas. Sua primeira responsabilidade foi aconselhar sobre a maneira como as armas nucleares deveriam ser utilizadas contra o Japão. Posteriormente, aconselhou sobre legislação para o controle e regulamentação da energia nuclear. Ele foi chamado de "Interino" em antecipação a um órgão permanente que mais tarde o substituiria após a guerra, onde o desenvolvimento da tecnologia nuclear seria firmemente colocado sob controle civil. A Comissão de Energia Atômica foi promulgada em 1946 para desempenhar essa função.